# US Open 2006/Herrendoppel-Rollstuhl
Das Herrendoppel (Rollstuhl) der US Open 2006 war ein Rollstuhltenniswettbewerb in New York City und fand vom 7. bis zum 10. September statt.
Vorjahressieger waren Robin Ammerlaan und Michaël Jeremiasz.

## Setzliste
| Nr. | Paarung                             | Erreichte Runde |
| --- | ----------------------------------- | --------------- |
| 01. | Robin Ammerlaan Michaël Jeremiasz   | Sieg            |
| 02. | Shingo Kunieda Tadeusz Kruszelnicki | Finale          |

## Hauptrunde
Zeichenerklärung
- Q = Qualifikant
- WC = Wildcard
- LL = Lucky Loser
- ITF = qualifiziert über ITF-Ranking
- ALT = alternate (Ersatz)
- PR = Protected Ranking
- SE = Special Exempt
- r = retired (Aufgabe)
- d = Disqualifikation
- w.o. = walkover
- [ ] = Match-Tie-Break

|  | Halbfinale | Halbfinale                          | Halbfinale | Halbfinale | Halbfinale |  |  | Finale | Finale                            | Finale | Finale | Finale |
|  |            |                                     |            |            |            |  |  |        |                                   |        |        |        |
|  |            |                                     |            |            |            |  |  |        |                                   |        |        |        |
|  | 1          | Robin Ammerlaan Michaël Jeremiasz   | 3          | 7          | 6          |  |  |        |                                   |        |        |        |
|  |            | Maikel Scheffers Ronald Vink        | 6          | 5          | 1          |  |  |        |                                   |        |        |        |
|  |            |                                     |            |            |            |  |  | 1      | Shingo Kunieda Satoshi Saida      | 7      | 6      |        |
|  |            |                                     |            |            |            |  |  | 2      | Robin Ammerlaan Michaël Jeremiasz | 62     | 1      |        |
|  |            | Larry Quintero Jon Rydberg          | 2          | 2          |            |  |  |        |                                   |        |        |        |
|  | 2          | Shingo Kunieda Tadeusz Kruszelnicki | 6          | 6          |            |  |  |        |                                   |        |        |        |
|  |            |                                     |            |            |            |  |  |        |                                   |        |        |        |